# General der Pioniertruppe
Der General der Pioniertruppe ist in der Bundeswehr die Dienststellung des für bestimmte Fragen der Truppenausbildung und -ausrüstung der Pioniertruppe verantwortlichen Offiziers, meist im Dienstgrad eines Brigadegenerals. 
Die Dienststellung General der Pioniertruppe ist mit dem Kommandeur Pionierschule und Fachschule des Heeres für Bautechnik verbunden. Entsprechende Dienststellungen existieren auch für die anderen Truppengattungen des Heeres. Da es sich hierbei um eine Dienststellung handelt, ist manchmal ein Oberst „General der“ jeweiligen Truppengattung. Die Anrede Herr General bzw. Herr Oberst ist üblich; die Anrede Herr General der Pioniertruppe ist unüblich, da es sich um keinen Dienstgrad handelt.
Die Bezeichnung ist nicht zu verwechseln mit dem Dienstgrad General der Pioniere, den es in der Wehrmacht gab.

## Inhaber
| Dienstgrad                          | Name                        | von                     | bis                     | Bemerkung               |
| Inspizient der Pioniere             | Inspizient der Pioniere     | Inspizient der Pioniere | Inspizient der Pioniere | Inspizient der Pioniere |
| ----------------------------------- | --------------------------- | ----------------------- | ----------------------- | ----------------------- |
| Brigadegeneral                      | Ulrich Dorn                 |                         | 31. Dez. 1960           | –                       |
| General der Pioniertruppen          |                             |                         |                         |                         |
| Brigadegeneral                      | Karl Herzog                 | 1. Jan. 1961            |                         | –                       |
| Brigadegeneral                      | Joachim Möller-Döling       | min. 1964               | 31. März 1966           | –                       |
| General der Pioniertruppe           |                             |                         |                         |                         |
| Brigadegeneral                      | Ernst-Friedrich Langenstraß | 1. Apr. 1966            | 30. Sep. 1969           | –                       |
| Brigadegeneral                      | Gerhard Stephani            | 1. Okt. 1969            |                         | –                       |
| Brigadegeneral                      | Franz-Günter Roth           | Okt. 1974               | 28. Mai 1976            | –                       |
|                                     |                             |                         |                         |                         |
| General der Pioniere und ABC-Abwehr |                             |                         |                         |                         |
| Brigadegeneral                      | Roland Zedler               | Apr. 1990               | 30. Sep. 1991           | –                       |
| Brigadegeneral                      | Andreas Wittenberg          | 30. Sep. 1991           |                         | –                       |
| General der Pioniere                |                             |                         |                         |                         |
| Brigadegeneral                      | Karl Hoffmann               | 1995                    | März 1998               | –                       |
| Brigadegeneral                      | Ulrich Keppler              | März 1998               | Okt. 2001               | –                       |
| Brigadegeneral                      | Werner Kullack              | Okt. 2001               | Dez. 2006               | –                       |
| Brigadegeneral                      | Wolfgang Krippl             | Dez. 2006               | 6. Dez. 2012            | –                       |
| Brigadegeneral                      | Heiko Krogmann              | 7. Dez. 2012            | 6. Apr. 2016            | –                       |
| Brigadegeneral                      | Lutz Niemann                | 7. Apr. 2016            | 27. Sep. 2021           | –                       |
| Brigadegeneral                      | Uwe Alexander Becker        | 28. Sep. 2021           | –                       | –                       |